# Sturm über Jamaika
Sturm über Jamaika ist ein britischer Abenteuerfilm aus dem Jahr 1965, der unter der Regie von Alexander Mackendrick entstanden ist und am 4. Juni 1965 in Deutschland Premiere hatte. Das Drehbuch basiert auf dem gleichnamigen Roman des britischen Schriftstellers Richard Hughes. In den Hauptrollen spielten Anthony Quinn und James Coburn.

## Handlung
Das britische Ehepaar Thornton lebt in Jamaika. Als die Insel von einem schweren Sturm heimgesucht wird, besteht die Frau darauf, dass ihre zahlreichen Kinder nicht auf diese raue Insel gehören. Sie werden daraufhin an Bord eines Schiffes gebracht und zurück nach England geschickt. Doch schon nach kurzer Zeit nimmt die Reise eine drastische Wendung, als Piraten das Schiff aufbringen und das Schiff plündern.
Die Kinder verstehen den Zwischenfall als ein abwechslungsreiches Spiel und verstecken sich im Laderaum der Piraten, wo sie versehentlich eingeschlossen werden. Als sie entdeckt werden, ist es zu spät, sie zurückzubringen. Sie müssen an Bord bleiben, wo sie die Piraten vor ein Problem stellen, die den Umgang mit Kindern nicht gewohnt sind. Mit der Zeit aber arrangiert sich der Piratenkapitän Chavez mit den Kindern und freundet sich mit ihnen an, besonders mit der kleinen Emily. Die übrigen Piraten fürchten dagegen, dass die Kinder Unglück bringen.
Chavez beschließt also, die Kinder in Tampico in die Obhut der Bordellbetreiberin Rosa zu übergeben. Die Nachricht der Kindesentführung hat sich indes bereits herumgesprochen. Zudem kommt es in Tampico zu einem Unfall: Eines der Kinder stürzt aus einem Fenster zu Tode. Obwohl die Piraten keinerlei Schuld trifft, sehen sie sich nun mit dem Vorwurf des Mordes konfrontiert und werden fortgeschickt. Als kurz darauf Emily verletzt wird, beginnt Chavez sich zu verändern. Er kümmert sich um das Mädchen, wirkt reumütig und weigert sich schließlich sogar, ein holländisches Schiff anzugreifen. Statt Beute zu machen, will Chavez die Kinder übersetzen lassen, da er um Emilys Leben fürchtet.
Die Mannschaft meutert jedoch und greift den Holländer an. Dessen Kapitän nehmen sie gefangen. So kommt es zu einem weiteren folgenschweren Zwischenfall, als die verängstigte fiebernde Emily den holländischen Kapitän ersticht, da sie sich von ihm bedroht fühlte. Kurz darauf werden die Piraten von der britischen Marine gestellt. Zurück in England werden die Kinder befragt, liefern aber keine Hinweise darauf, dass ihnen Leid angetan wurde. Trotzdem soll Emily vor Gericht aussagen. Dort wird sie zum Mord an den holländischen Kapitän befragt. Eingeschüchtert von der Anklage macht sie bruchstückhafte Aussagen, um ihre eigene Schuld nicht zugeben zu müssen. Sie  belastet Chavez damit schwer und dies ist trotz Kindlichkeit gewollt. Gegen die Piraten wird daraufhin das Todesurteil ausgesprochen. Chavez zeigt sich beinahe erfreut über die gerechte Strafe.

## Kritik
„Trotzdem ist der (mit Vorspann) 2930 Meter lange Film langweilig: Es gelang dem Regisseur nicht, das Wechselspiel zwischen den auf der Reise von Jamaika nach London gekidnappten Kindern und ihren Entführern, einer wilden Piratenhorde, auch nur hinlänglich zu dramatisieren.“

„Spannender Abenteuerfilm in rauher Männerwelt; in der Anlage der Kinder-Rollen zu oberflächlich.“

„Brauchbarer, spannender Abenteuerfilm. Ab 12 sehenswert.“